# 结构递归神经网络

一种结构递归神经网络结构

结构递归（Recursive）神经网络是一类用结构递归的方式构建的网络，比如说递归自编码机（Recursive Autoencoder），在自然语言处理的神经网络分析方法中用于解析语句。 